# Boxholms skogar AB
Boxholms skogar AB, är ett svenskt skogsföretag i Boxholm.

## Historik
Boxholms skogar AB bildades 1984, då det såldes av Boxholms AB till Skanska. År 1998 köpte finansmannen greve Gustaf Douglas företaget.
Företaget var 2013 en av de tio största skogsägarna i Sverige.
Det ägs sedan åtminstone 2025 av Eric Douglas och Carl Douglas.

## VD
- 2015–: Johan Carpholm[3]